# LieN
LieN是遊戲製作公司「CyberConnect2」所屬的音樂製作單位。因影像作品「.hack//G.U. TRILOGY」而成立，由負責「.hack」系列的主題曲、插入曲、合聲等，歌聲受好評的三谷朋世。與 CyberConnect2 音樂部門中負責作詞作曲的福田考代這兩人所組成。

## 命名由來
「LieN －リアン－」在法文中有著「羈絆」的意思。標誌上的植物為常春藤。常春藤強力連結在一起的姿態像徵著「羈絆、連繫、緣分」，代表著兩人的「音樂與聲音」以連結人與人的感情為目標。

## 成員介紹
- 歌手：三谷 朋世 （みたに ともよ）

廣告歌、主題樂園音樂、古典樂、童謠、流行樂、爵士等

並不侷限於音樂類型

自從負責「.hack」系列的插入曲以來

做為該系列世界觀象徵的歌聲迷倒許多人

- 作詞/作曲： 福田 考代 （ふくだ ちかよ）

負責 CyberConnect2 出品遊戲的BGM、主題曲、插入曲等作曲

也親自為「.hack//G.U.」系列的主題曲「やさしい両手」等作詞

發揮超越遊戲音樂框架的才能

- 製作：株式會社CyberConnect2

## 外部連結
- （页面存档备份，存于） Office Website （页面存档备份，存于）
- 三谷朋世のtwitter （页面存档备份，存于）

1. ↑  . サイバーコネクトツー.   [2018-12-25]. （原始内容存档于2020-11-01） （日语）.